# 千禧峰
千禧峰（英語：Millennium Peak），是南極洲的山峰，位於羅斯島，處於埃里伯斯火山東北坡，海拔高度約1,800米，在2000年由美國南極名稱諮詢委員命名，現時由南極條約體系管理。